# Maurice Vignerot
Maurice Marie Joseph Vignerot (* 25. November 1879 in Paris; † 28. September 1953 in Gap, Hautes-Alpes) war ein französischer Krocketspieler.

## Biografie
Maurice Vignerot trat bei den Olympischen Sommerspielen 1900 in Paris im Krocket Einzel mit zwei Kugeln an, wo er den zweiten Platz belegte.